# Jastrabie nad Topľou
Jastrabie nad Topľou este o comună slovacă, aflată în districtul Vranov nad Topľou din regiunea Prešov. Localitatea se află la altitudinea de 170 m deasupra n.m., se întinde pe o suprafață de 6,78 km2 și în 2017 număra 473 de locuitori.

## Istoric
Localitatea Jastrabie nad Topľou este atestată documentar din 1363.

## Demografie
| An:                | 1994 | 2004   | 2014   | 2024   |
| ------------------ | ---- | ------ | ------ | ------ |
| Număr de persoane: | 377  | 414    | 453    | 497    |
| Diferență:         |      | +9,81% | +9,42% | +9,71% |

| An:                | 2023 | 2024 |
| ------------------ | ---- | ---- |
| Număr de persoane: | 497  | 497  |
| Diferență:         |      | +0%  |